# Juan López de Pineda
Juan López de Pineda (Pineda de la Sierra, 1763 - Talavera de la Reina, 1826) fue un compositor y maestro de capilla español.

## Vida
Juan López de Pineda nació en la villa de Pineda de la Sierra, actualmente en la provincia de Burgos. Su formación musical fue en la Catedral de Burgos como infante del coro, inicialmente bajo el magisterio de Francisco Hernández Illana. Debía tener un talento precoz, ya que tras el fallecimiento del organista Manuel José Marín solicitó la participación en la oposición para ocupar la vacante, cuando todavía era mozo de coro, «para ejercitar y mérito». El cabildo aceptó, sin derecho a plaza, y López se enfrentó a organistas de prestigio como Manuel Pascual, de la Catedral de Santo Domingo de la Calzada; Ambrosio Cardóniga, de la Catedral de Santander; Juan de Sansotis, de la Catedral de Zamora; Francisco Pérez, del Hospital del Rey; y Joaquín Sánchez, de la Catedral del Burgo de Osma. El cargo sería finalmente para Joaquín Sánchez.
Pocos meses después, quizás por diferencias con el nuevo maestro de capilla, Antonio Abadía, sin duda buscando perfeccionar su formación, partió a Madrid, donde estudió en la organistía de la Capilla Real con José Lidón. Durante su etapa madrileña se presentó sin éxito a las oposiciones para el cargo de organista de la Catedral de Calahorra y en 1785 ofreció sus servicios como ayudante de uno de los organistas de la Catedral de Burgos.

### Magisterio en Talavera de la Reina
Tras el fallecimiento del maestro-organista Francisco Eugenio García, el cabildo de la Colegiata de Talavera de la Reina convocó unas oposiciones el 15 de diciembre de 1786. Juan López fue el único candidato que se presentó y fue examinado en órgano por el Sochantre y en composición por Vicente Almántiga, uno de los interinos que estaba sustituyendo al maestro. Su cargo fue aprobado el 4 de febrero de 1787 por unanimidad de los votos y fue nombrado el día siguiente. En el proceso se le recordaron sus obligaciones, entre las que destacaron la enseñanza de los mozos del coro. Al poco de ser nombrado solicitó un adelanto de 700 reales de su salario para poder preparar el traslado a Talavera, que le fue concedido.
En mayo de 1787 el maestro publicó doce mandatos para el buen gobierno de las capilla con ocasión de una diputa sobre el reparto del dinero en la capilla de música. El cabildo dio la razón al maestro y aprobó con algunas modificaciones los mandatos del maestro. Los músicos no aceptaron del todo estos mandatos, pero no se vuelve a hablar del conflicto. Ese mismo año fue el examinador del nuevo sochantre, Eugenio Díaz, que anteriormente estaba en la Colegiata de Escalona.
López no permaneció más que dos años en el cargo, ya que en 1788 presentó su dimisión sin que se sepa la causa. Los musicólogos Paulino Capdepón Verdú y Cecilia Capdepón Pérez especulan con que abandonase el sacerdocio.

### Magisterio en la Colegiata de Antequera
Al parecer se desplazó a Lucena, donde posiblemente trabajó en alguna capacidad musical en la iglesia parroquial de San Mateo. En julio de 1792 fue examinado por el maestro de capilla de la Colegiata de Antequera, José Zameza y Elejalde, para el cargo de organista. Tuvo éxito, ganando el cargo frente a sus contrincantes y permaneció cuatro años en el cargo. El maestro Zameza fallecía en 1796 y López ganó las oposiciones que se prepararon para cubrir la vacante, por lo que reunió ambos cargos a partir de ese momento.
El 18 de marzo de 1799 se despedía de Antequera para «retirarse a Talavera de la Reina, con más acomodo».

### Organistía en Talavera de la Reina
En Talavera de la Reina ya no pudo ocupar la primera organistía ni el magisterio por ser seglar, pero ocupó la segunda organistía, retomando algunas las obligaciones que en realidad correspondían al maestro: la composición de nuevas obras para las fiestas de guardar, la custodia de los bienes musicales y la realización de informes para los nuevos músicos. El hecho muestra el aprecio del cabildo por su segundo organista, de hecho, en detrimento del maestro y organista primero, Francisco Bernal.
En diciembre de 1803 López indica al cabildo la falta de músicos e instrumentos de la capilla de música: faltaría un violín (primero), un bajón, un violón o contrabajo y un contralto. El cabildo ignoró la solicitud, lo que quizás llevase a López a solicitar permiso para presentarse dos años más tarde al cargo de organista primero de la Colegiata Magistral de los santos Justo y Pastor de Alcalá de Henares. El cabildo talaverano rápidamente igualó las condiciones de Alcalá de Henares para mantener a su músico. Es de suponer López pasaría la Guerra de la Independencia en Talavera, ya que en 1815 se encontraba allí todavía, cuando solicitó al cabildo permiso para examinarse en la Catedral de Plasencia. El cabildo consiguió mantener al organista.
Juan López Pineda fallecería en febrero o marzo de 1826 en Talavera de la Reina. La información solo llega a través de una solicitud de ayuda de su viuda, Juliana Vidales del 10 de marzo de ese mismo año. En esa ocasión el cabildo accedió a la ayuda «en consideración a los buenos servicios que hizo a esta Iglesia Colegial su difunto marido». Las peticiones posteriores serían respondidas con desigual suerte.

## Obra
Solo se conservan cinco composiciones de López, todas en el archivo de la Colegiata de Talavera de la Reina.